# DevilDriver (album)
DevilDriver – pierwszy album studyjny amerykańskiej grupy muzycznej DevilDriver wydany 28 października 2003 nakładem Roadrunner Records.

## Lista utworów
1. "Nothing's Wrong?" – 2:37
2. "I Could Care Less" – 3:37
3. "Die (And Die Now)" – 2:59
4. "I Dreamed I Died" – 3:29
5. "Cry for Me Sky (Eulogy of the Scorned)" – 4:01
6. "The Mountain" – 4:05
7. "Knee Deep" – 3:11
8. "What Does It Take (To Be a Man)" – 3:13
9. "Swinging the Dead" – 3:37
10. "Revelation Machine" – 3:30
11. "Meet the Wretched" – 4:07
12. "Devil's Son" – 2:49

## Single
- "I Could Care Less" (2003)
- "Nothing's Wrong?" (2004)

## Teledyski
- I Could Care Less[1]
- Nothing’s Wrong (reż. Joe Lynch)[2]

## Twórcy
- Bradley „Dez” Fafara – wokal
- Evan Pitts – gitara elektryczna
- Jon Miller – gitara basowa
- Jeff Kendrick – gitara elektryczna
- John Boecklin – perkusja, dodatkowa gitara
- Mike Doling – gitara elektryczna w utworze "Devil's Son"
- Ross Hogarth, Dan Certa - producent muzyczny